# Гипмочи
Гипмочи е връх в южната част на Хималаите, на границата на Бутан, Тибет и индийския щат Сиким. Има височина 4427 m.